# Białka SR
Białka SR – konserwatywna rodzina białek, które biorą udział w splicingu RNA poprzez swoją rolę w aktywacji spliceosomu i dalszych etapach splicingu.
Swoją nazwę zawdzięczają występowaniu w ich sekwencji aminokwasowej wielokrotnych
powtórzeń dipeptydu seryna-arginina (których standardowe skróty to odpowiednio: "S" i "R").
Białka SR zostały odkryte w latach 90. XX wieku u muszek owocówek (Drosophila)
i w oocytach płazów, a później u ludzi. Ogólnie rzecz biorąc, organizmy zwierzęce wydają
się być wyposażone w białka SR, a organizmy jednokomórkowe nie.

## Budowa i funkcja białek SR
Białka SR są zbudowane z ok. 200-600 reszt aminokwasowych i posiadają dwie charakterystyczne domeny: 
motyw rozpoznawania RNA (RRM, z ang. RNA Recognition Motif) i C-terminalnej domeny RS (w której występują dimerowe powtórzenia seryna-arginina).
Białka SR częściej znajdują się w jądrze komórkowym niż w cytoplazmie, ale
jest kilka białek SR, które kursują między jądrem a cytoplazmą.
Białka z tej rodziny biorą udział w takich procesach jak: konstytutywny
i alternatywny splicing pre-mRNA, translacja mRNA oraz w wielu procesach
post-transkrypcyjnych, takich jak: jądrowy eksport mRNA. Tą uniwersalność umożliwia
budowa tych białek, dzięki której mogą jednocześnie oddziaływać z RNA jak
i innymi białkami.

## Występowanie białek SR
Białka z tej rodziny występują u wszystkich kręgowców i części niższych Eukaryota. 
Białka SR są jednymi z najbardziej rozpowszechnionych białek w świecie roślin i zwierząt.
Zachowawczość  białek SR wynosi ok. 90%, sugerując ich bardzo wysoką, ewolucyjną konserwowalność
i ważne znaczenie dla organizmów  żywych.
Są obecne u drożdży rozszczepkowych (Schizosaccharomyces pombe), ale
brak ich u drożdży pączkujących (Saccharomyces cerevisiae), które posiadają
inne białka podobne do białek SR tzw. SR-like protein, które są zaangażowane
w metabolizm pre-mRNA. Brak występowania typowych białek SR u tych drożdży tłumaczy się
brakiem alternatywnego splicingu.

## Fosforylacja białek SR
Fosforylacja i de-fosforylacja seryny w domenie RS białek SR odgrywa kluczową
rolę w regulacji splicingu i może wpływać na lokalizację białek SR oraz na
ich udział w translacji i transporcie mRNA z jądra komórkowego do cytoplazmy.
Przykładem takiego białka jest ludzkie białko SRSF1, a także ludzkie białka SRSF3 i SRSF7, 
które przemieszczają się pomiędzy jadrem komórkowym a cytoplazmą. 
W tym celu łączą się z receptorem TAP/NFX1 w jądrze komórkowym, do czego niezbędna jest fosforylacja 
ich niektórych seryn w domenie RS.
Znane są cztery rodziny kinaz, których przedstawiciele fosforylują białka SR: SRPK, Clk/Sty, cdc2/p34 i topoizomeraza I. Przy czym w przypadku
dwóch pierwszych znany jest szczegółowy mechanizm fosforylacji dla SRSF1.

## Udział białek SR w splicingu
Funkcja jaką białka SR pełnią w splicingu można podzielić na tę zależną od
eksonów i niezależną. Funkcja zależna od eksonów widoczna jest podczas
tworzenia kompleksu E, kiedy w procesie zwanym definiowaniem eksonów
oddziałując z miejscem ESE (z ang.: exsonic splicing enhacer) na eksonie oraz
U1 i U2 nRNP na sąsiednich intronach, udział białka SR uniemożliwia pominięcie
eksonu. Mogą też hamować działanie inhibitorów w miejscach ESE na tym samym
eksonie (inhibitory splicingu zachowują się odwrotnie od opisanego zachowania
dla białek SR).Funkcją niezależną jest uczestnictwo w interakcjach pomiędzy
białkowymi czynnikami splicingowymi. Najbardziej znane to organizacja kompleksu
B i C w procesie splicingu, gdzie białka SR rekrutują kompleks U4/U6●U5
tri-snRNP do spliceosomu i umożliwiają przeprowadzenie wycięcia intronu.
Podczas alternatywnego splicingu oprócz dwóch ww. funkcji dochodzi trzeci:
rozpoznawanie sub-optymalnych traktów pirymidynowych w intronach i wiązanie się
do nich. Związanie białka SR do ww. sekwencji powoduje rekrutację czynnika
splicingowego U2AF do położonego obok traktu pirymidynowego, który dla
intronów odznaczających się małym powinowactwem do U2AF jest niewidoczny.
Brak takiego wiązania, powoduje nierozpoznanie końca 3’ intronu, a co za tym
idzie rozpoznawany jest kolejny koniec 3’ i błędnie wycinamy dwa introny
przedzielone eksonem.
Regulacje splicingu przez białka SR jest bardziej skomplikowany i zależny od fosforylacji.